# Мадуниці
Мадуниці (словац. Madunice) — село в окрузі Глоговец Трнавського краю Словаччини. Площа села 12 км². Станом на 31 грудня 2015 року в селі проживало 2208 жителів.

## Історія
Перші згадки про село датуються 1113 роком.

## Населення
| Рік:            | 1994. | 2004.    | 2014.   | 2024.   |
| --------------- | ----- | -------- | ------- | ------- |
| Кількість осіб: | 1854  | 2040     | 2191    | 2340    |
| Різниця:        |       | +10,03 % | +7,40 % | +6,80 % |

| Рік:            | 2023. | 2024.   |
| --------------- | ----- | ------- |
| Кількість осіб: | 2341  | 2340    |
| Різниця:        |       | -0,04 % |